# Wilhelm van der Vyver
Wilhelm van der Vyver (ur. 22 września 1989 w Grabouw) – południowoafrykański lekkoatleta specjalizujący się w biegach sprinterskich.
W 2008 zdobył dwa medale – srebro w biegu na 100 metrów i brąz w sztafecie 4 x 100 metrów – podczas rozgrywanych w Bydgoszczy mistrzostw świata juniorów. Uczestnik uniwersjady w 2009, podczas której sztafeta z jego udziałem sięgnęła po brąz. 
Rekord życiowy w biegu na 100 metrów: 10,30 (18 kwietnia 2008, Pretoria) – rezultat ten jest rekordem RPA w kategorii juniorów. 

## Osiągnięcia
| Rok  | Impreza                     | Miejsce   | Konkurencja        | Lokata     | Wynik |
| ---- | --------------------------- | --------- | ------------------ | ---------- | ----- |
| 2006 | Gimnazjada                  | Saloniki  | bieg na 100 m      | 4. miejsce | 10,81 |
| 2006 | Gimnazjada                  | Saloniki  | bieg na 200 m      | 1. miejsce | 21,22 |
| 2006 | Mistrzostwa świata juniorów | Pekin     | sztafeta 4 x 100 m | eliminacje | 40,36 |
| 2008 | Mistrzostwa świata juniorów | Bydgoszcz | bieg na 100 m      | 2. miejsce | 10,42 |
| 2008 | Mistrzostwa świata juniorów | Bydgoszcz | sztafeta 4 x 100 m | 1. miejsce | 39,70 |
| 2009 | Uniwersjada                 | Belgrad   | bieg na 100 m      | półfinał   | 10,46 |
| 2009 | Uniwersjada                 | Belgrad   | sztafeta 4 x 100 m | 3. miejsce | 39,52 |
| 2010 | Puchar interkontynentalny   | Split     | sztafeta 4 x 100 m | 3. miejsce | 39,82 |